# Abiel Bethel Revelli
Abiel Bethel Revelli di Beaumont (outubro de 1864 Sciolze, Itália — 31 de dezembro de 1929 (65 anos) Turim, Itália), foi um militar, inventor e armeiro italiano. 

## Biografia
Vindo de uma família da antiga nobreza piemontesa, ele foi iniciado em uma carreira como oficial de artilharia do Exército Real. No período que vai da guerra italo-turca ao primeiro pós-guerra, ele foi o mais importante projetista italiano de armas ligeiras, especialmente no campo das metralhadoras e armas automáticas. Em particular, ele concebeu o revolucionário Villar Perosa, disparando uma munição Glisenti 9 × 19 mm e, portanto, considerado a primeira metralhadora da história.
Ele se casou com Lucia Bonomi. Um dos filhos, Gino, seguiu os passos do pai ao fundar, junto com Francesco Nasturzio, a Empresa Autônoma Revelli Manifattura Armiguerra para a produção do rifle semiautomático Armaguerra Mod. 39 de sua concepção. Outro filho, Mario Revelli di Beaumont , foi um famoso designer e motociclista italiano.

## Projetos
- Glisenti Modelo 1910
- Fiat-Revelli Mod. 1914
- Fiat Mod. 14 tipo Aviazione
- Villar Perosa M15
- Beretta OVP
- SIA Mod. 1918
- Fiat Mod. 1926
- 25,4 Mod. 1916